# サウスベンド (インディアナ州)
サウスベンド（South Bend）は、アメリカ合衆国インディアナ州北部に位置する都市。シカゴの東約120km、州都インディアナポリスの北約220kmに位置する。市中心部はミシガン州との州境から約10kmである。人口は103,453人（2020年国勢調査）。サウスベンドに郡庁を置くセントジョセフ郡、およびその北東に隣接するミシガン州カス郡にまたがる都市圏は324,501人、エルクハートやミシガン州ナイルズなどを含む広域都市圏は812,199人（いずれも2020年国勢調査）。の人口を抱えている。

## 地理
サウスベンドは北緯41度40分35秒 西経86度15分1秒 / 北緯41.67639度 西経86.25028度に位置している。市はインディアナ州北部、ミシガン州との州境に接するセントジョセフ郡北部にあり、市中心部から州境までは約10km、市北端からは1km以内である。シカゴからは東へ約120km、州都インディアナポリスからは北へ約220kmである。市の東には郊外都市ミシャワカが隣接している。
アメリカ合衆国国勢調査局によると、サウスベンド市は総面積109.81km2（42.40mi2）である。そのうち108.70km2（41.97mi2）が陸地で1.11km2（0.43mi2）が水域である。総面積の1.02%が水域となっている。市の標高は211mである。

### 気候
サウスベンドの気候は温暖で湿気の多い夏と寒さの厳しい冬に特徴付けられる内陸型である。また、カナダやミネソタ・ウィスコンシン両州からの寒気がミシガン湖で湿気を増すため、その風下側にあたるサウスベンドにおいては、冬季に大量の降雪が見られる。最も暖かい7月の平均気温は23℃、最高気温は28℃程度であり、日中32℃を超えることは平年で月に4日程度である。また、最低気温は17℃まで下がり、涼しくなる。最も寒い1月の平均気温は氷点下4℃、最低気温は氷点下8℃まで下がり、最高気温でも0℃を下回り、月のほとんどの日は気温が氷点下に下がる。降水量は夏季の5-9月は多く月間90-100mm、冬季の12-3月は少なく月間50-65mm、その他の月は月間80mm前後である。また、冬季の12-2月には月間40-50cm程度、11月や3月にも月間12-18cm程度の降雪がある。年間降水量は約965mm、年間降雪量は約170cmである。ケッペンの気候区分では、サウスベンドは中西部の五大湖周辺に広く分布する冷帯湿潤気候 (Dfa) に属する。
|               | 1月  | 2月  | 3月  | 4月  | 5月  | 6月  | 7月   | 8月  | 9月  | 10月 | 11月 | 12月 | 年    |
| ------------- | ---- | ---- | ---- | ---- | ---- | ---- | ----- | ---- | ---- | ---- | ---- | ---- | ----- |
| 平均気温（℃） | -4.2 | -2.3 | 3.1  | 9.4  | 15.2 | 20.6 | 22.8  | 21.8 | 17.7 | 11.2 | 4.8  | -1.8 | 9.9   |
| 降水量（mm）  | 58.4 | 50.8 | 61.0 | 81.3 | 96.5 | 96.5 | 101.6 | 96.5 | 88.9 | 83.8 | 83.8 | 66.0 | 965.1 |
| 降雪量（cm）  | 52.3 | 38.1 | 18.0 | 3.6  | -    | -    | -     | -    | -    | 1.0  | 12.2 | 43.9 | 169.1 |

## 交通

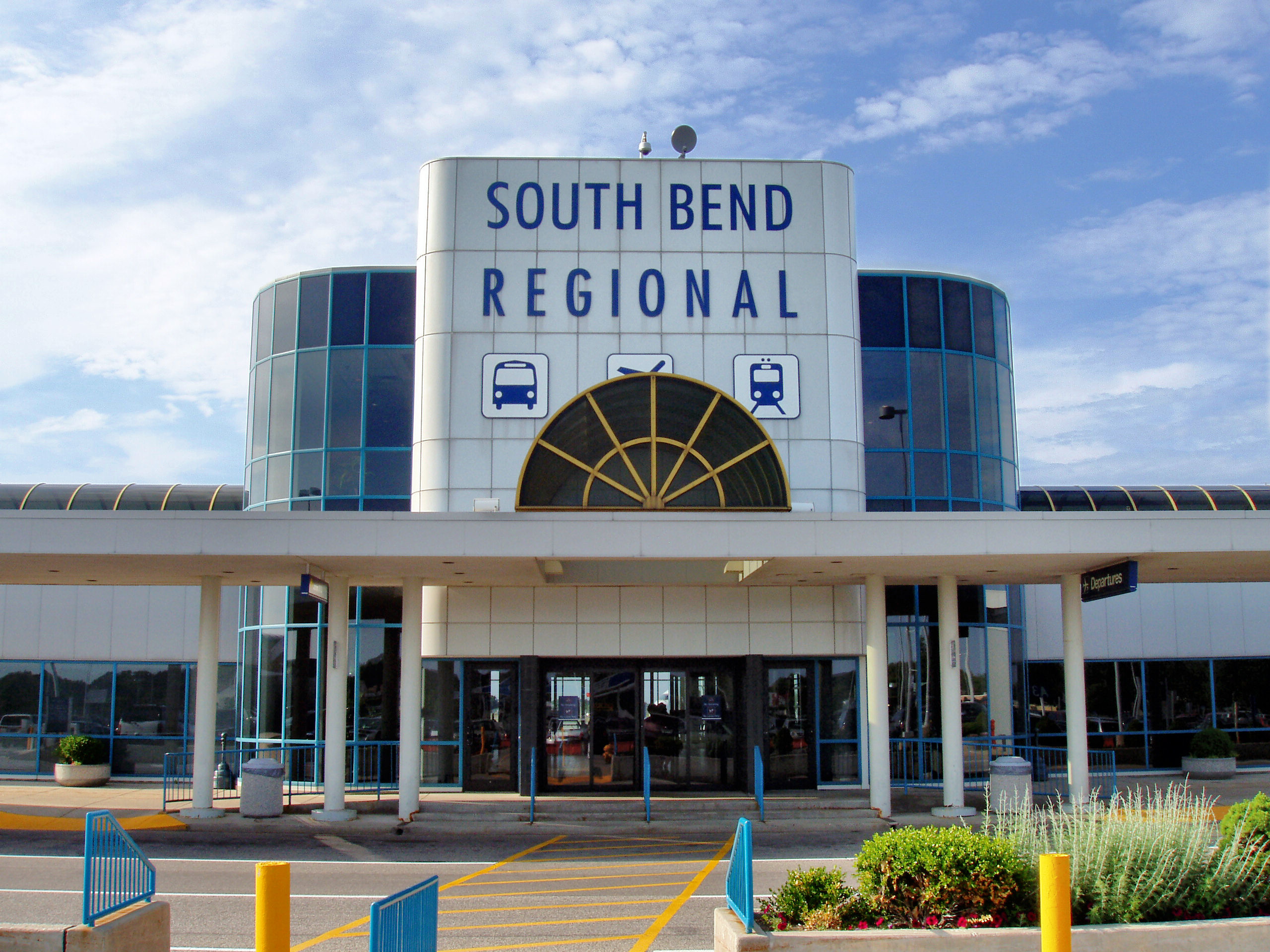
サウスベンド国際空港（2006年、当時はサウスベンド地域空港）

サウスベンドの玄関口となる商業空港は、ダウンタウンから北西へ約5.5kmに立地するサウスベンド国際空港（IATA: SBN）である。この空港にはアメリカン航空（ダラス・フォートワース、シャーロット）、デルタ航空（アトランタ、デトロイト、ミネアポリス・セントポール）、ユナイテッド航空（シカゴ・オヘア）の3大航空会社が全て就航しているほか、アレジアント・エアによるラスベガス、フェニックス・メサ、およびフロリダ方面への便が就航している。同空港は2014年に国際化し、名称もサウスベンド地域空港から現称のサウスベンド国際空港に改称した。しかし、2021年現在も、定期運航の国際線は就航していない。
州間高速道路I-80・I-90（共用）は市北部を東西に通っている。I-90はボストンからシアトルまで、大陸を横断する幹線としては最も北を通っており、インディアナ州内においては、州最北部を東西に通るインディアナ有料道路となっている。I-80はニューヨーク近郊からサンフランシスコまで大陸を横断する幹線で、ゲーリーの東、レイク郡レイクステーション以東のインディアナ州内ではインディアナ有料道路をI-90と共用している。また、国道20号線は、サウスベンド国際空港の北西にあるジャンクションでI-90と合流/分岐し、サウスベンド・ミシャワカ・エルクハート3市の南を通る区間では高速道路規格となっており、環状道路としての役割を成している。

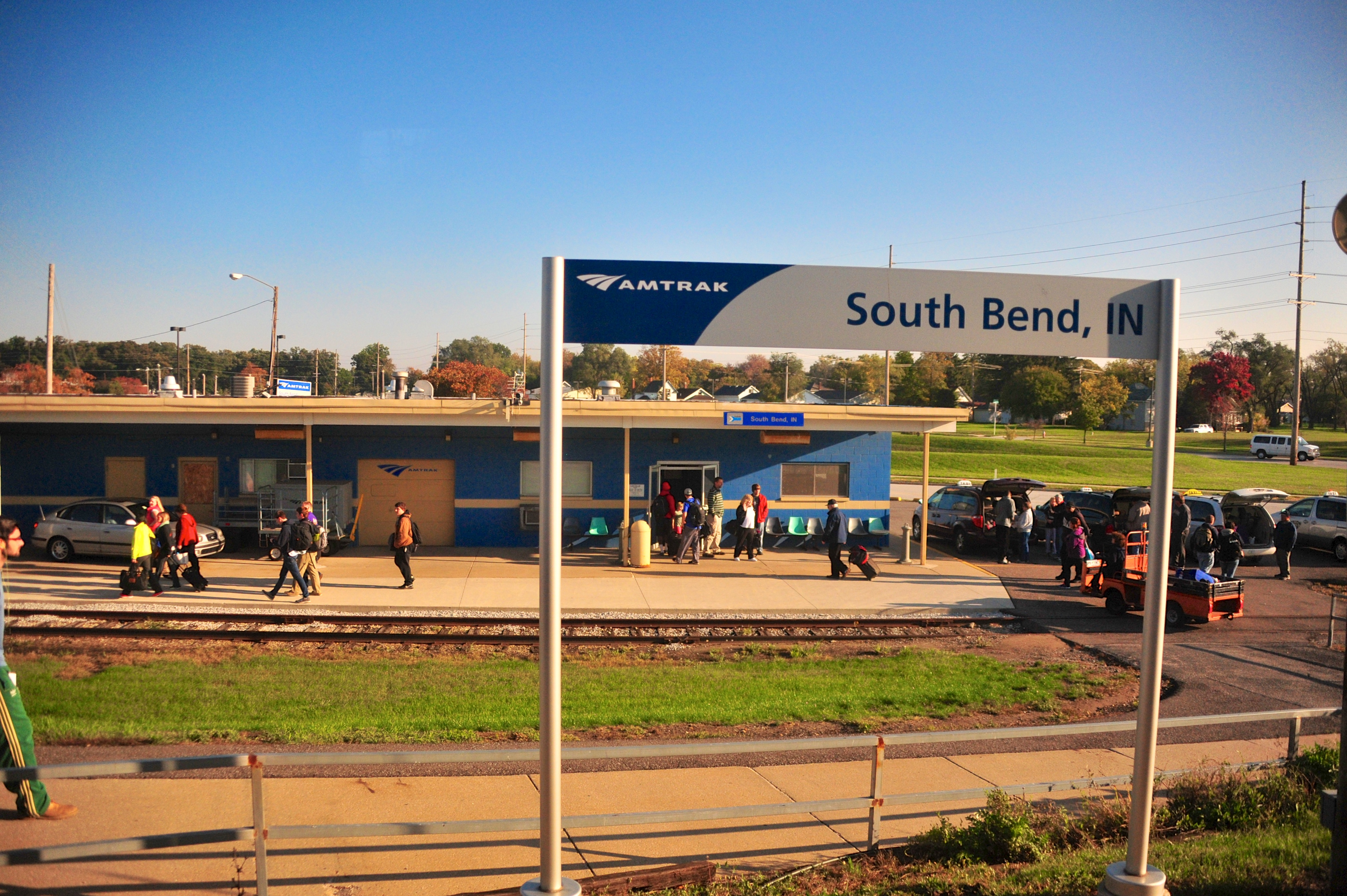
アムトラックのサウスベンド駅

アムトラックの駅はダウンタウンの西約2km、ウェスト・ワシントン・ストリート2702番地に立地している。この駅には、シカゴのユニオン駅とニューヨーク・ボストンを結ぶ長距離列車レイクショア・リミテッド号、および、シカゴ（こちらもユニオン駅）とワシントンD.C.をクリーブランド・ピッツバーグ経由で結ぶ長距離列車キャピトル・リミテッド号が停車する。また、サウスベンド国際空港の駅には、ミシガンシティ、ゲーリー、イーストシカゴ、ハモンドを経由してシカゴのミレニアム駅へと向かうインターアーバン、サウスショアー線が発着する。
サウスベンドの公共交通機関としては、サウスベンド公共交通公社（South Bend Public Transportation Corporation、Transpo）が20系統から成る路線バス網を運行しており、市内および周辺をカバーしている。ダウンタウンにある、Transpoのバスターミナルとなっているサウス・ストリート・ステーションは、グレイハウンドのバスターミナルも兼ねており、シカゴ方面とクリーブランド方面を結ぶバスが発着する。

## 教育

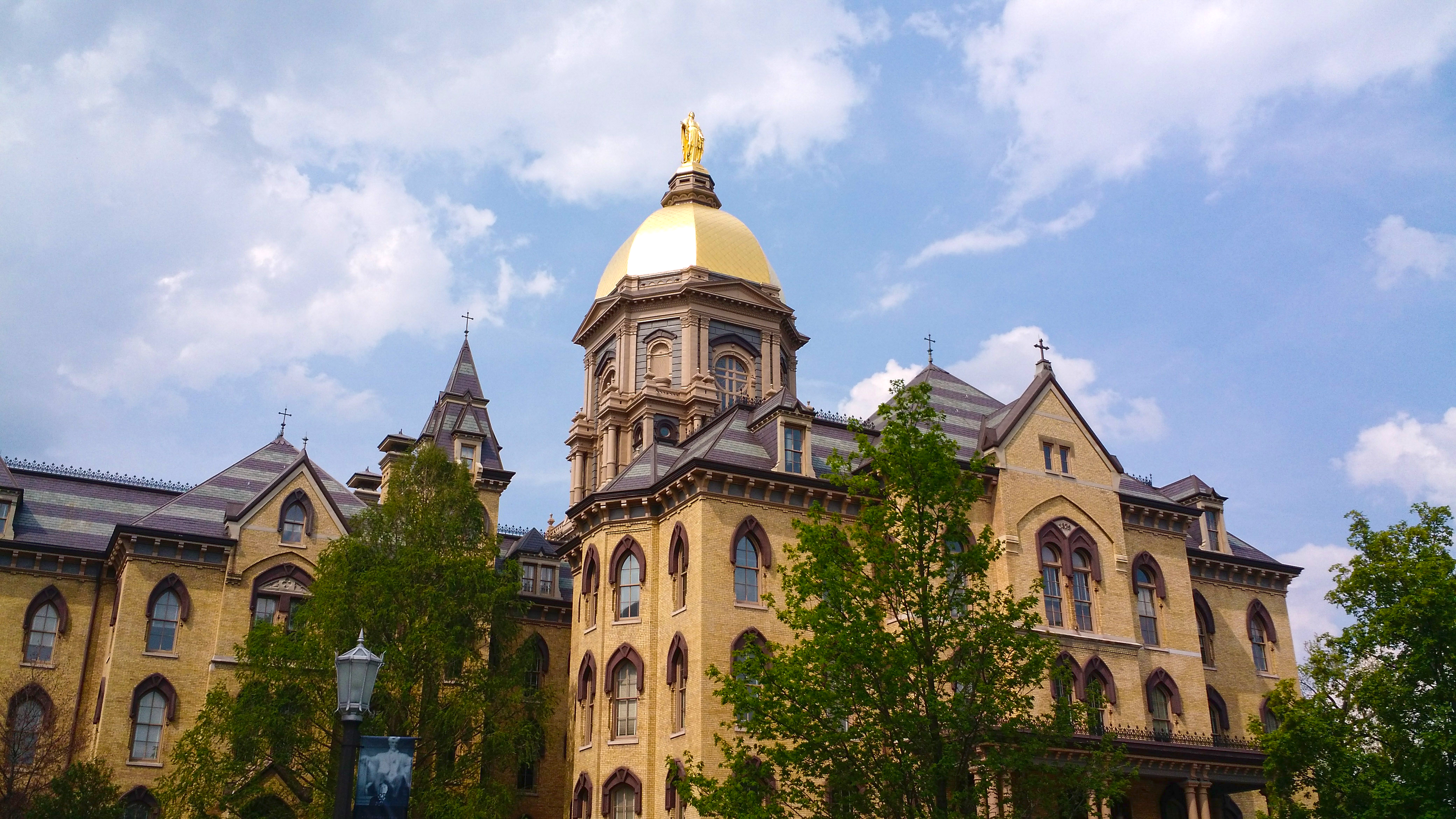
ノートルダム大学

ノートルダム大学はダウンタウンの北北東約3km（住所はノートルダムCDP）に1,265エーカー（5,120,000m2）のキャンパスを構えている。同学は1842年にカトリックのホーリークロス修道会が創立した私立総合大学で、USニューズ&ワールド・レポートの大学ランキングでは常に上位25位以内に入っており、サウスベンド都市圏やインディアナ州のみならず、全米を代表するカトリック系大学の1つである。同学は文、経営、理、工、建築、国際関係の6学部、および大学院（ロースクール、ビジネススクール、および建築学の専門職大学院を含む）を有し、学部では75の専攻プログラムを提供しており、学部に約9,000人、大学院に約4,000人の学生を抱えている。学生数は多いものの、学生対教授の人数比は8:1、約6割の講義は学生数20人以下と、リベラル・アーツ・カレッジに匹敵する少人数授業での教育を行っている。また、同学のスポーツチーム、ファイティング・アイリッシュは、NCAAのディビジョンIに属するアトランティック・コースト・カンファレンスに所属しており（フットボールはFBS/旧I-Aで、いずれのカンファレンスにも属さない独立校、男子アイスホッケーはビッグ・テン・カンファレンス）、男子12種目、女子12種目で競っている。特にフットボールチームは全米屈指の名門であり、歴代5位の通算勝利数、アラバマ大学に次いで歴代2位となる8回の全米王座、オハイオ州立大学・オクラホマ大学と並んで歴代最多タイとなる7人のハイズマン賞受賞者を誇り、NFLにもジョー・モンタナをはじめ、多数の人材を輩出している。特にミシガン大学ウルバリンズや南カリフォルニア大学トロージャンズとは熾烈なライバル関係を築いている。なお、2020年のシーズンは、新型コロナウイルス感染症流行の影響でカンファレンス外のフットボールの対戦が殆どキャンセルされたため、特例として、フットボールチームも他の競技のチームと同様、アトランティック・コースト・カンファレンス所属校として戦った。

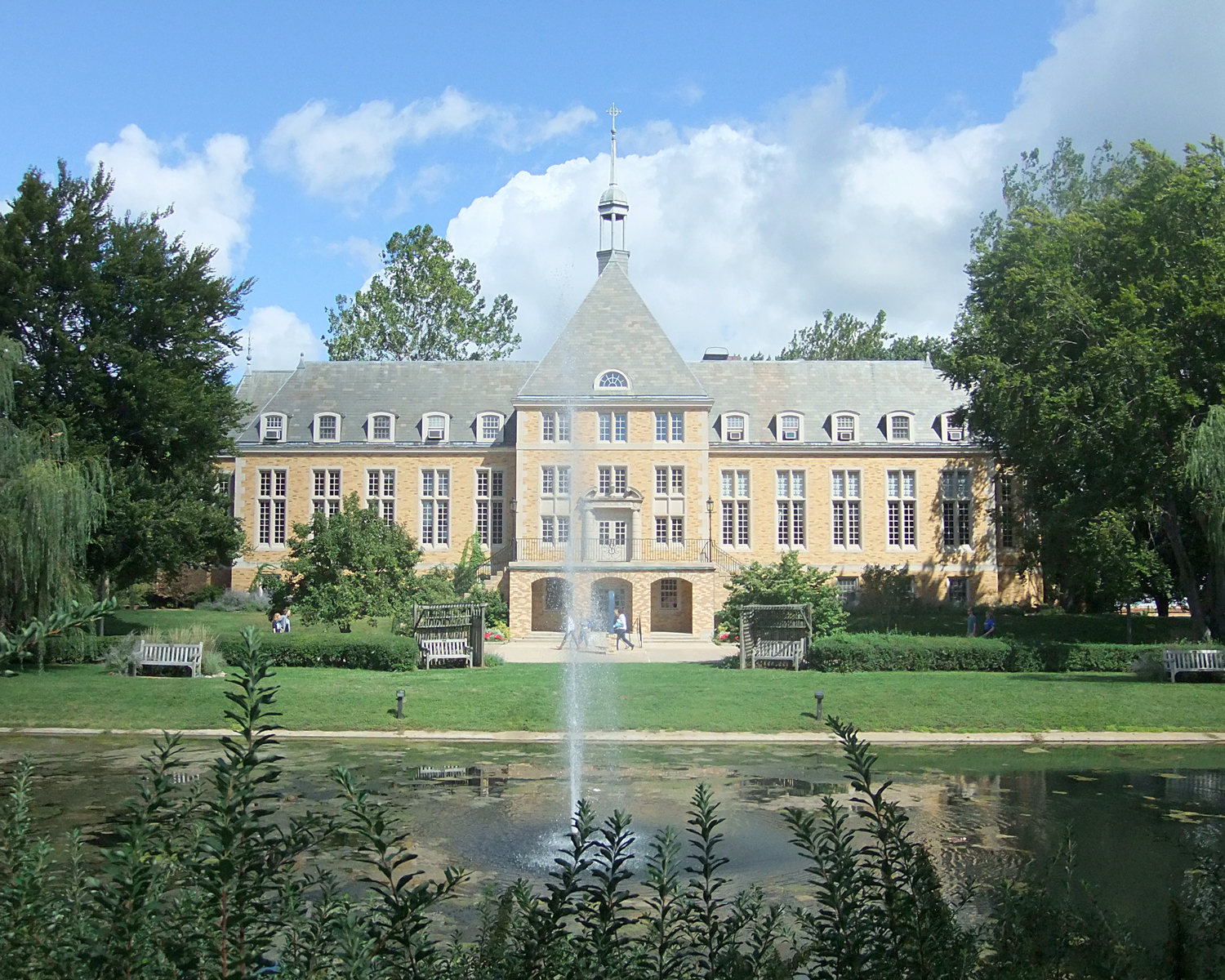
セントメアリーズ女子大学

ノートルダムCDPにはノートルダム大学のほか、同じくホーリークロス修道会系のホーリークロス・カレッジ（マサチューセッツ州ウースターのホーリークロス大学とは直接の関係は無い）、およびホーリークロス女子修道会系のセントメアリーズ女子大学という、2校のリベラル・アーツ・カレッジがキャンパスを構えている。前者は1966年創立と比較的新しい大学で、キャンパスは150エーカー（607,000m2）の広さを有するものの、学生数は約450人と極めて小規模であるが、中西部の「地方区のリベラル・アーツ・カレッジ」の中で上位25位以内に入る評価を受けている。後者は1844年創立、100エーカー（405,000m2）のキャンパスを有し、約1,400人の学生を抱え、全米のリベラル・アーツ・カレッジの中で上位100位前後の評価を受けている。

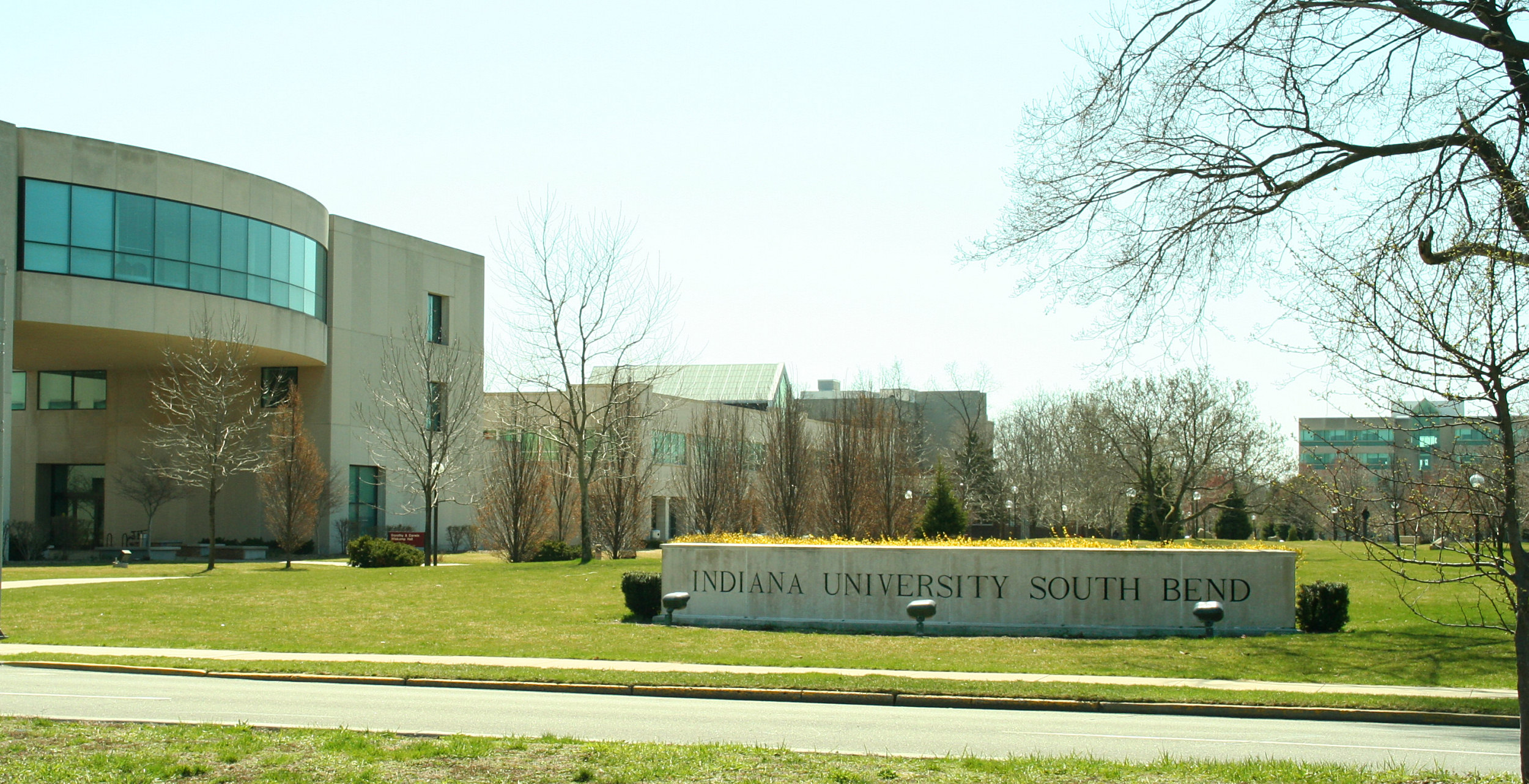
インディアナ大学サウスベンド校

ダウンタウンの南東約4km、ミシャワカとの市境にも近いセントジョセフ川北岸には、インディアナ大学サウスベンド校の106エーカー（429,000m2）のキャンパスが広がる。同学は1922年に創立した地域密着型州立総合大学で、ブルーミントンに本校を置くインディアナ大学システムの一角を成している。同学は教養、芸術、経営、教育、保健の5学部を有し、100以上の専攻プログラムを提供しているのに加えて、修士の学位を授与する大学院を有している。同学は学部に約4,400人、大学院に約600人の学生を抱え、その約7割はセントジョセフ郡もしくはエルクハート郡出身である。
また、インディアナ州においてインディアナ大学と双璧を成す州立大学であるパデュー大学は、同学附属の地域密着型ポリテクニックをサウスベンドに置いている。同学では工学系5分野で学士の学位を授与しているほか、履修証明発行も行っている。

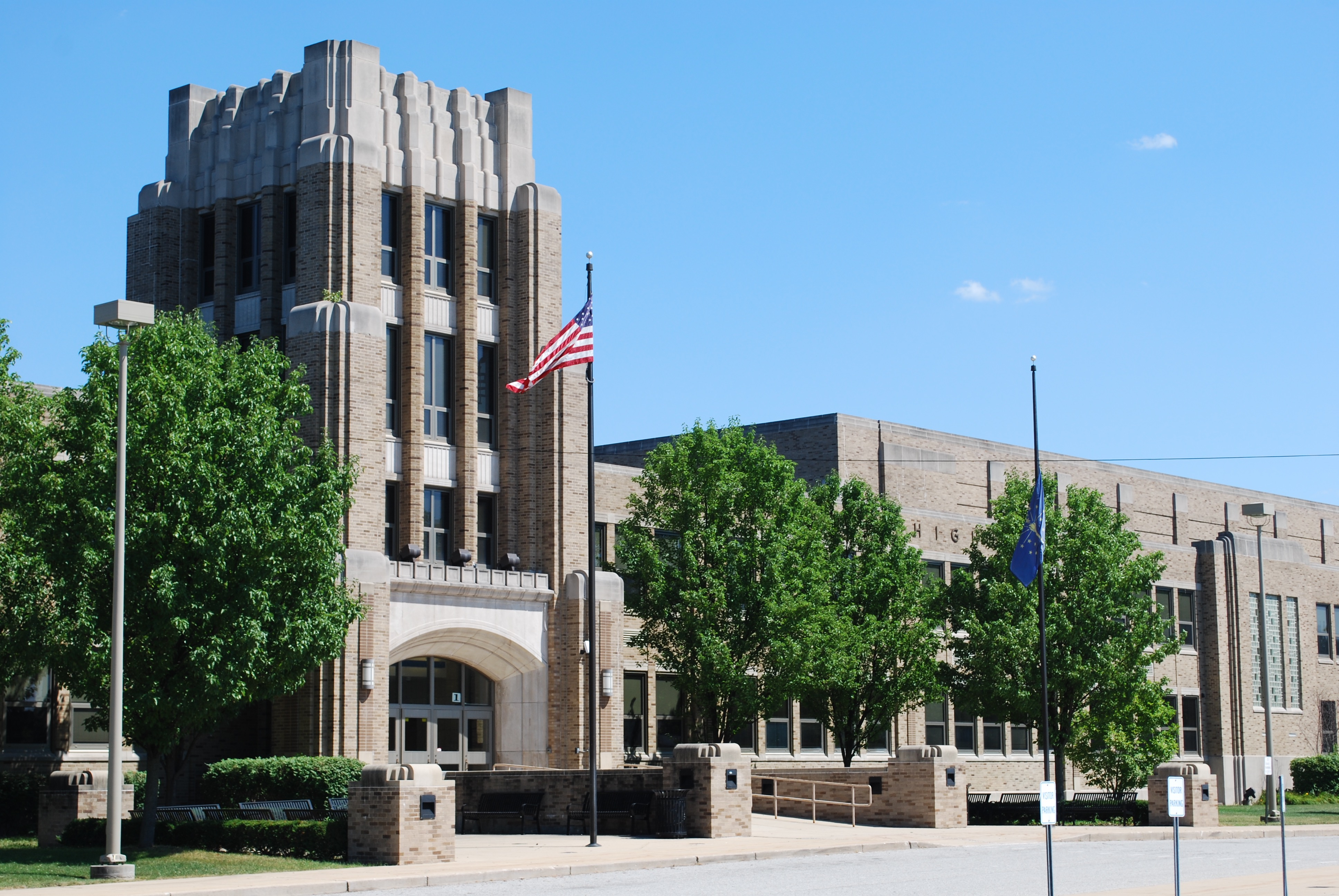
サウスベンド・コミュニティ学区のジョン・アダムズ高校。サウスベンドの公立高校の中では教育レベルが最も高い。

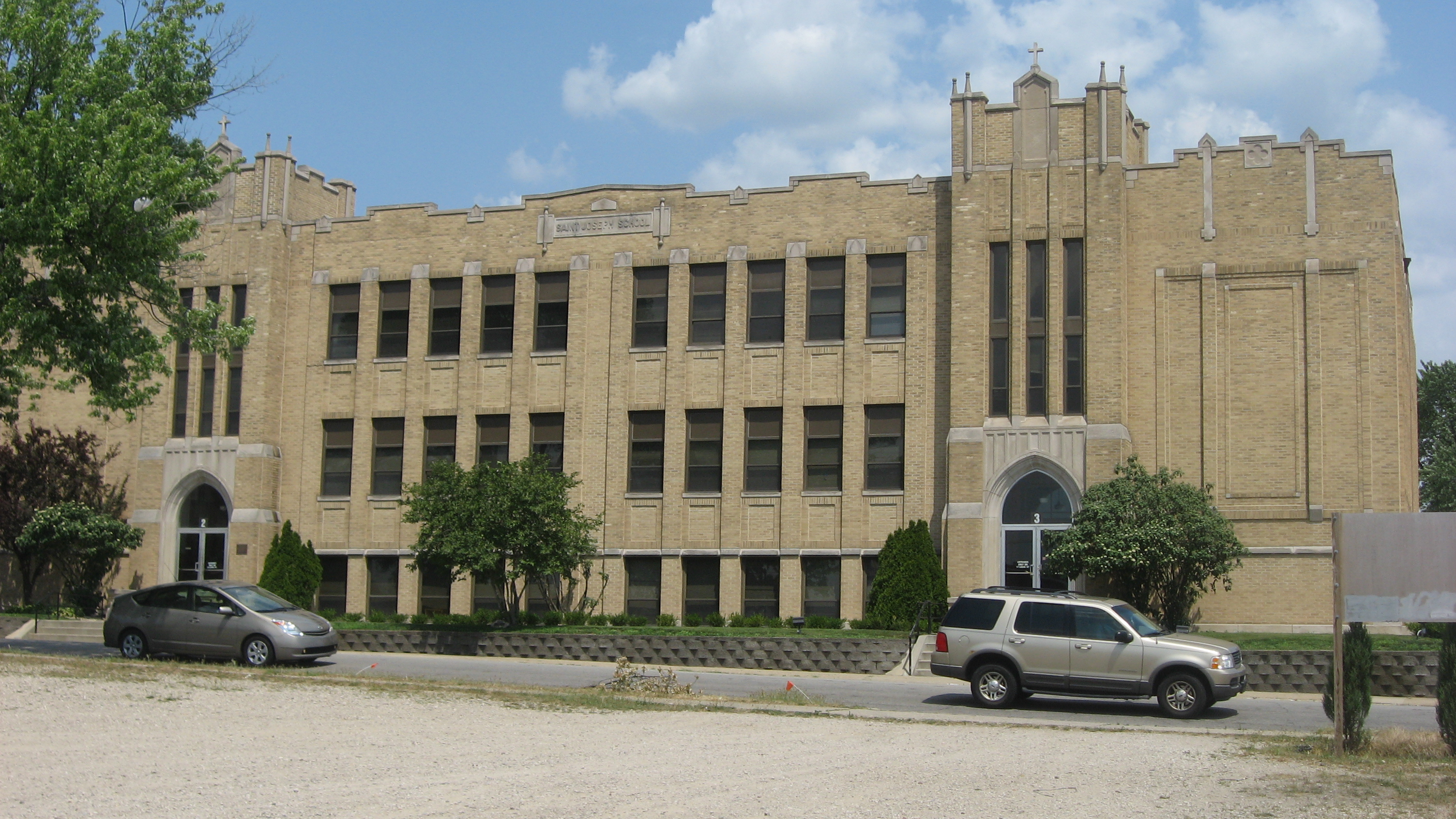
カトリックの小中一貫校、セントジョセフ校。校舎は国家歴史登録財に指定されている。

サウスベンドにおけるK-12課程は主にサウスベンド・コミュニティ学区の管轄下にある公立学校によって支えられている。同学区は就学前教育校2校、小学校（幼稚園・1-5年生）17校、中学校（6-8年生）7校、小中一貫校1校、高校（9-12年生）4校、オルタナティブ教育高校1校を有し、約17,000人の児童・生徒を抱えている。加えて、カトリックのフォートウェイン・サウスベンド司教区がサウスベンド市内に多数の小中学校（一貫校含む）、および高校1校を置いているのをはじめ、私立学校もいくつかある。
セントジョセフ郡公共図書館はサウスベンドのダウンタウンにその本館を置いている。同館は本館のほか、郡内（別組織であるミシャワカ・ペン・ハリス公共図書館の管轄区域を除く）に10館の支館を置いている。

## 人口動態

### 都市圏
右図はインディアナ州におけるサウスベンド・エルクハート・ミシャワカ広域都市圏の位置を示している。この広域都市圏に含まれる都市圏および小都市圏はそれぞれ、下記の色で示されている。
  サウスベンド・ミシャワカ都市圏
  エルクハート・ゴーシェン都市圏
  ナイルズ都市圏
  ウォーソー小都市圏
  プリマス小都市圏
また、サウスベンドの都市圏、および広域都市圏を形成する各郡の人口は以下の通りである（2020年国勢調査）。
サウスベンド・ミシャワカ都市圏
| 郡               | 州             | 人口      |
| ---------------- | -------------- | --------- |
| セントジョセフ郡 | インディアナ州 | 272,912人 |
| カス郡           | ミシガン州     | 51,589人  |
| 合計             | 合計           | 324,501人 |

サウスベンド・エルクハート・ミシャワカ広域都市圏
| 都市圏/小都市圏                | 郡                             | 州                             | 人口      |
| ------------------------------ | ------------------------------ | ------------------------------ | --------- |
| サウスベンド・ミシャワカ都市圏 | サウスベンド・ミシャワカ都市圏 | サウスベンド・ミシャワカ都市圏 | 324,501人 |
| エルクハート・ゴーシェン都市圏 | エルクハート郡                 | インディアナ州                 | 207,047人 |
| ナイルズ都市圏                 | バーリン郡                     | ミシガン州                     | 154,316人 |
| ウォーソー小都市圏             | カズヤスコ郡                   | インディアナ州                 | 80,240人  |
| プリマス小都市圏               | マーシャル郡                   | インディアナ州                 | 46,095人  |
| 合計                           | 合計                           | 合計                           | 812,199人 |

### 市域人口推移
以下にサウスベンド市における1850年から2020年までの人口推移をグラフおよび表で示す。
| 統計年 | 人口      |
| ------ | --------- |
| 1850年 | 1,652人   |
| 1860年 | 3,832人   |
| 1870年 | 7,206人   |
| 1880年 | 13,280人  |
| 1890年 | 21,819人  |
| 1900年 | 35,999人  |
| 1910年 | 53,684人  |
| 1920年 | 70,983人  |
| 1930年 | 104,193人 |
| 1940年 | 101,268人 |
| 1950年 | 115,911人 |
| 1960年 | 132,445人 |
| 1970年 | 125,850人 |
| 1980年 | 109,727人 |
| 1990年 | 105,511人 |
| 2000年 | 107,789人 |
| 2010年 | 101,168人 |
| 2020年 | 103,453人 |

## 姉妹都市
サウスベンドは以下2都市と姉妹都市提携を結んでいる。
- アルツベルク（ドイツ・バイエルン州）
- チェンストホヴァ（ポーランド）